# 패극환선인장
패극환선인장(貝極丸仙人掌, Uebelmannia buiningii)은 선인장과의 식물이다. 브라질 세하 네그라에 분포한다. 서식지 감소로 멸종 위기에 놓여있으며, IUCN 적색 목록에 ‘위급’으로 분류된다.